# ضفدع شيريكاوا النمري
ضفدع شيريكاوا النمري (الاسم العلمي: Rana chiricahuensis) (بالإنجليزية: Chiricahua Leopard Frog)‏ هو نوع من البرمائيات يتبع جنس الضفدع الحقيقي من فصيلة الضفادع الحقيقية.